# Sedum botterii
Sedum botterii là một loài thực vật có hoa trong họ Crassulaceae. Loài này được Hemsl. miêu tả khoa học đầu tiên năm 1878.